# Klaus Riedel
Klaus Erhard Riedel (Wilhelmshaven, 1 de agosto de 1907 – Karlshagen, 4 de agosto de 1944) foi um engenheiro da Alemanha Nazista que participou do desenvolvimento do míssil V-2 e cofundador do Campo de lançamento de foguetes de Berlin, o primeiro centro de lançamento de foguetes do mundo.

## Biografia
Klaus Riedel esteve envolvido com tecnologia de foguetes desde cedo. Em 1929 participou do projeto de simplificação do modelo de foguete de Oberth chamado de Mirak. Em Agosto de 1930, ele participou de mais de 100 lançamentos em Bernstadt auf dem Eigen, o que convenceu os militares alemães de que era possível usar os foguetes como arma. Vários outros lançamentos de modelos melhorados ocorreram durante o início da década de 30.
Entre 1931 e 1932 ele participou ativamente no desenvolvimento de foguetes como o Mirak I, II e III e o Repulsor 1, 2 e 3 que obtiveram razoável sucesso. Já em meados da década de 30, toda a atividade amadora em relação a foguetes foi proibida, e Klaus Riedel foi convidado por Wernher von Braun para participar do desenvolvimento do míssil V-2 no Centro de Pesquisas do Exército de Peenemünde, onde foi nomeado Chefe do laboratório de testes, onde ficou responsável pelos sistema de suporte em terra. Ele foi o responsável pelo desenvolvimento do sistema de lançamento móvel do míssil V-2.
Ele morreu num acidente de automóvel em 4 de Agosto de 1944 numa estrada próxima a cidade de Karlshagen. A cratera Riedel na Lua, foi batizada em sua homenagem.